# Perlesreut
Perlesreut è un comune tedesco di 2 938 abitanti, situato nel land della Baviera.